# Heiðar Helguson
Heiðar Helguson (Akureyri, Islandia, 22 de agosto de 1977) es un exfutbolista islandés. Jugaba de delantero y su último equipo fue el Cardiff City.
Se retiró al término de la temporada 2012-13.

## Selección nacional
Fue internacional con la selección de fútbol de Islandia en 55 ocasiones en las que anotó 12 goles.

## Clubes
| Club                | País       | Año       |
| ------------------- | ---------- | --------- |
| Þróttur             | Islandia   | 1995-1997 |
| Lillestrøm SK       | Noruega    | 1998-1999 |
| Watford FC          | Inglaterra | 2000-2005 |
| Fulham FC           | Inglaterra | 2005-2007 |
| Bolton Wanderers    | Inglaterra | 2007-2008 |
| Queens Park Rangers | Inglaterra | 2008-2012 |
| Watford FC (cedido) | Inglaterra | 2009      |
| Watford FC (cedido) | Inglaterra | 2010      |
| Cardiff City        | Gales      | 2012-2013 |

## Palmarés

### Campeonatos nacionales
| Título                       | Club                   | País       | Año  |
| ---------------------------- | ---------------------- | ---------- | ---- |
| Football League Championship | Queens Park Rangers FC | Inglaterra | 2011 |
| Football League Championship | Cardiff City           | Inglaterra | 2013 |